# Tuřany (okres Kladno)
Obec Tuřany se nachází v okrese Kladno, kraj Středočeský. Rozkládá se asi dvanáct kilometrů severozápadně od Kladna a pět kilometrů západně od města Slaný. Žije zde 708 obyvatel.

## Části obce
- Tuřany
- Byseň

## Historie
První písemná zmínka o obci pochází z roku 1115. K roku 1352 je doložen kostel.

### Územněsprávní začlenění
Dějiny územněsprávního začleňování zahrnují období od roku 1850 do současnosti. V chronologickém přehledu je uvedena územně administrativní příslušnost obce v roce, kdy ke změně došlo:
- 1850 země česká, kraj Praha, politický i soudní okres Slaný[4]
- 1855 země česká, kraj Praha, soudní okres Slaný[4]
- 1868 země česká, politický i soudní okres Slaný[4]
- 1939 země česká, Oberlandrat Kladno, politický i soudní okres Slaný[5]
- 1942 země česká, Oberlandrat Praha, politický i soudní okres Slaný[6]
- 1945 země česká, správní i soudní okres Slaný[7]
- 1949 Pražský kraj, okres Slaný[8]
- 1960 Středočeský kraj, okres Kladno[9]

### Rok 1932
Ve vsi Byseň (přísl. Tuřany, 802 obyvatel, poštovní úřad, katol. kostel, ves se později stala součástí Tuřan) byly v roce 1932 evidovány tyto živnosti a obchody: 2 cihelny, obchod s dobytkem, družstvo pro rozvod elektrické energie v Býsni, 3 holiči, 5 hostinců, 2 konsumy, kovář, krejčí, 3 obuvníci, pekař, 3 pokrývači, porodní asistentka, 8 rolníků, 2 řezníci, 5 obchodů se smíšeným zbožím, 2 trafiky, zámečník.

## Pamětihodnosti
- hřbitovní kostel Nanebevzetí Panny Marie – gotický ze 14. století, barokně přestavěný, kruchta a sakristie z roku 1903; oltář rokokový, lavice z poloviny 18. století, vykládané
- dřevěná zvonice z roku 1717, obdélná na zděné podezdívce, vedle kostela
- kamenný milník na konci obce směrem ke Slanému
- kaplička barokní, u polní cesty do Studeněvsi

## Doprava
- Pozemní komunikace – Obcí prochází silnice I/16 Řevničov – Tuřany – Slaný – Mělník.
- Železnice – Železniční trať ani stanice na území obce nejsou. Nejblíže obci je železniční stanice Slaný ve vzdálenosti 4 km ležící na trati 110 z Kralup nad Vltavou do Loun.
- Veřejná doprava 2011 – V obci zastavovaly v pracovních dnech autobusové linky Slaný-Malíkovice-Kladno (2 spoje tam i zpět) a Slaný-Mšec-Řevničov (8 spojů tam i zpět) (dopravce ČSAD Slaný, a.s.). O víkendu byla obec bez dopravní obsluhy.